# Вычислительная гидродинамика
Вычислительная гидродинамика (также CFD от англ. computational fluid dynamics) — подраздел механики сплошных сред, включающий совокупность физических, математических и численных методов, предназначенных для вычисления характеристик потоковых процессов. Эта дисциплина тесно связана с гидроаэродинамикой.

## Основные принципы
Основой любого исследования в области вычислительной гидродинамики является формулировка основных уравнений гидро- или газодинамики потоков, а именно:
1. уравнения неразрывности;
2. уравнения сохранения импульса;
3. уравнение сохранения энергии;
4. уравнение состояния (для газов).

Уравнение сохранения импульса может иметь различный вид в зависимости от наличия или отсутствия трения. Уравнение Навье — Стокса применяется для потоков при наличии трения, а уравнение Эйлера — для потоков без трения. В зависимости от условий задачи среда может рассматриваться как сжимаемая или несжимаемая. В последнем случае уравнения значительно упрощаются.
Вышеназванные уравнения описывают модель течения среды. В зависимости от особенностей решаемой задачи модель может быть дополнена уравнениями для учёта турбулентности, учёта переноса веществ, учёта химических реакций, учёта многофазности, учёта электромагнитных взаимодействий и т. д.
Из вышеназванных уравнений составляется система нелинейных дифференциальных уравнений второго порядка. Система имеет аналитическое решение лишь в очень простых случаях, когда число Рейнольдса для задачи мало, а геометрия простая (например, течение Пуазейля). Для широкого спектра природных и технологических процессов задачу можно решить численно в том случае, если производные, стоящие в уравнениях, заменить на конечные разности, созданные на малых пространственных и временных интервалах. В случае моделирования реального процесса производится так называемая дискретизация пространства и времени, таким образом, что геометрия процесса разбивается на расчётные ячейки, выбранные особым образом, а время процесса — на расчётные временные интервалы. Существуют различные методы решения системы уравнений, например:
1. метод конечных разностей;
2. метод конечных объёмов;
3. метод конечных элементов;
4. метод сглаженных частиц;
5. метод с использованием функции распределения вероятности.

## Процесс решения

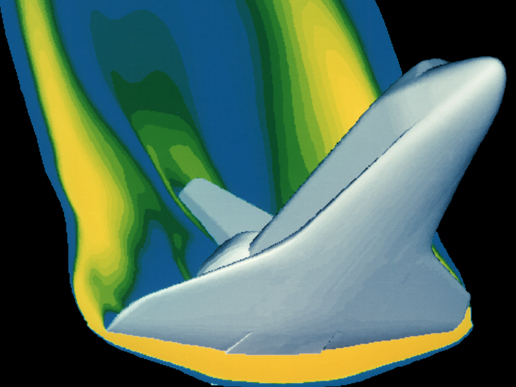
Компьютерная модель обтекания шаттла потоком воздуха на большой скорости

Для решения задач вычислительной гидродинамики специальное программное обеспечение последовательно выполняет действия, разделённые на следующие этапы:
1. подготовительный этап. На данном этапе формируется геометрия модели, формулируются необходимые физические условия, геометрия дискретизируется, задаются начальные и граничные условия дифференциальных уравнений;
2. расчёт. На данном этапе машина, подчиняясь заданному алгоритму, численно решает основные уравнения с точки зрения базовых физических параметров (скорость, давление, плотность, температура, энтальпия и т. д.), а также записывает результаты решения в память;
3. анализ. Результаты решения отображаются в виде графиков, таблиц, а также контурных и/или векторных схем, привязанных к исходной геометрии.

## Методология
Во всех этих подходах применяется одна и та же базовая методология.
- Предварительная обработка (препроцессинг);
  - Геометрия и физические границы объекта определяют с помощью систем автоматизированного проектирования (САПР, англ. CAD). В результате, данные могут быть обработаны таким образом, что станет технически возможным выделить и извлечь объём жидкости;
  - Объём, занимаемый жидкостью, делится на отдельные ячейки (сетка, англ. mesh). Сетка может быть однородной или неоднородной, структурированной или неструктурированной, состоящей из комбинации гексаэдрических, тетраэдрических, призматических, пирамидальных или многогранных элементов;
  - Определение критериев моделирования — например, такими: уравнение движения жидкости + энтальпия + излучение + сохранение вида;
  - Определение граничных условий поведения и свойств жидкости на всех граничных поверхностях области текучей среды. Для динамических задач дополнительно определяются начальные условия;
- Запуск симуляции, во время которой уравнения решаются итеративно как стационарные или переходные;
- Постпроцессинг, необходимый для анализа и визуализации полученного решения.

### Методы дискретизации
Устойчивость выбранного метода дискретизации обычно устанавливается численно, а не аналитически, как с простыми линейными задачами. Необходимо также проявлять особую внимательность, чтобы гарантировать для конкретного метода дискретизации грамотную изящную обработку различных решений. Например, уравнения Эйлера и уравнения Навье-Стокса учитывают удары и поверхности контакта.
Некоторые из используемых методов дискретизации:

#### Метод конечных объёмов
Метод конечных объёмов (Finite Volume Method, FVM) является общим подходом, используемым в Вычислительной гидродинамике, поскольку он имеет преимущество в использовании компьютерной памяти и скорости решения, особенно для больших задач с высокими числами Рейнольдса, турбулентных потоков, а также источников с доминирующим потоком (например, сжигания).
В методе конечных объёмов управляющие уравнения в частных производных (как правило, уравнения Навье-Стокса, уравнения сохранения массы и энергии и уравнения турбулентности) реконструируются в консервативной форме и затем решаются по дискретным объёмам управления. Эта дискретизация гарантирует сохранение потоков через определённый контрольный объём.
Уравнение конечного объёма имеет вид:
{\displaystyle {\partial  \over \partial t}\iiint QdV+\iint FdA=0},
где Q — вектор сохраняемых переменных, F — вектор потоков (см. уравнения Эйлера или уравнения Навье — Стокса), V — объём элемента управляющего объёма, A — площадь поверхности элемента управляющего объёма.

#### Метод конечных элементов
Метод конечных элементов используется при структурном анализе твердых тел, но также применим к жидкостям. Однако формулирование метода требует особой осторожности, чтобы обеспечить консервативное решение. Эта формула была адаптирована для использования в гидродинамике через дифференциальные уравнения с частными производными. Несмотря на то, что метод необходимо тщательно формулировать, чтобы сохранять консервативность решения, в итоге он оказывается намного более устойчивым, чем метод конечных объёмов. Тем не менее, такой метод может потребовать больше памяти и имеет более длительное время решения, чем метод конечных объёмов.
{\displaystyle R_{i}=\iiint W_{i}Q\,dV^{e}},
где {\displaystyle R_{i}} является остатком уравнения в верхнем элементе {\displaystyle i}, {\displaystyle Q} — это уравнение сохранения, выраженное на основе элемента, {\displaystyle W_{i}}- весовой коэффициент, а {\displaystyle V^{e}}- объём элемента.

#### Метод конечных разностей
Метод конечных разностей имеет историческое признание и выделяется простотой программирования. В настоящее время метод используется только в нескольких специализированных кодах, которые обрабатывают сложную геометрию с высокой точностью, используя встроенные границы или перекрывающимися сетками (с интерполяцией решения по каждой сетке).
{\displaystyle {\frac {\partial Q}{\partial t}}+{\frac {\partial F}{\partial x}}+{\frac {\partial G}{\partial y}}+{\frac {\partial H}{\partial z}}=0},
где {\displaystyle Q} — вектор сохраняемых переменных, а {\displaystyle F}, {\displaystyle G} и {\displaystyle H} — потоки в {\displaystyle x}, {\displaystyle y} и {\displaystyle z} направлениях соответственно.

#### Метод спектральных элементов
Метод спектральных элементов — метод группы конечных элементов. Метод требует, чтобы математическая задача (уравнение с частными производными) была представлена в слабой формулировке. Обычно это делается путем умножения дифференциального уравнения на произвольную тестовую функцию и интегрирования по всей области. Чисто математически, тестовые функции полностью произвольны — они принадлежат бесконечномерному функциональному пространству. Ясно, что бесконечномерное функциональное пространство не может быть представлено на дискретной сетке спектральных элементов; здесь начинается дискретизация спектральных элементов. Наиболее важным является выбор функций интерполяции и тестирования. В стандартном методе конечных элементов в двумерном пространстве для четырёхсторонних элементов наиболее типичным выбором является билинейная тестовая или интерполяционная функция вида:
{\displaystyle v(x,y)=ax+by+cxy+d}
Однако в методе спектральных элементов интерполяционные и тестовые функции выбираются как полиномы очень высокого порядка (обычно, например, 10-го порядка в приложениях CFD). Это гарантирует быструю сходимость метода. Кроме того, необходимо использовать очень эффективные процедуры интеграции, поскольку число интеграций, которые должны выполняться в числовых кодах, велико.
Таким образом, используются квадратурные квадраты высокого порядка, поскольку они достигают наивысшей точности с наименьшим количеством вычислений, которые должны выполняться.
В настоящее время существуют некоторые академические версии кодов CFD, основанные на методе спектральных элементов, и ещё несколько разрабатываются, поскольку в академической среде разрабатывают новые схемы временного шага.

#### Метод граничных элементов
В методе граничных элементов граница, занятая жидкостью, делится поверхностной сеткой.

#### Схемы дискретизации с высоким разрешением
Схемы с высоким разрешением используются там, где присутствуют удары или разрывы. Захват резких изменений в решении требует использования числовых схем второго или более высокого порядка, которые не вводят ложных колебаний. Обычно это требует применения ограничителей потока, чтобы уменьшить общее отклонение решения.

### Модели турбулентности
В вычислительном моделировании турбулентных потоков одной общей задачей является получение модели, которая может прогнозировать интересующую исследователя величину, такую как скорость жидкости в целях моделирования инженерных конструкций. Для турбулентных потоков диапазон масштабов длины и сложность явлений, связанных с турбулентностью, делают большинство подходов к моделированию чрезмерно дорогостоящими; разрешение, необходимое для решения всех масштабов, связанных с турбулентностью, выходит за рамки того, что возможно вычислить. Первичный подход в таких случаях заключается в создании численных моделей для приближения явлений, которые решить с высокой точностью не представляется возможным. В этом разделе перечислены некоторые часто используемые вычислительные модели для турбулентных потоков.
Модели турбулентности могут быть классифицированы по ресурсным затратам на вычисления, что соответствует диапазону масштабов, которые моделируются в сравнении с разрешенными (чем больше масштабы турбулентности, которые разрешены, тем точнее разрешение моделирования, и, следовательно, тем выше ресурсная стоимость вычислений). Если большинство или все масштабы турбулентности не моделируются, вычислительная стоимость невелика, но компромисс находится в таком случае за счет пониженной точности.
В дополнение к широкому диапазону длин и временных масштабов и связанным с ними вычислительными затратами управляющие уравнения модели динамики жидкости содержат нелинейный конвективный член и нелинейный и нелокальный градиент давления. Эти нелинейные уравнения должны решаться численно с соответствующими граничными и начальными условиями.

#### Уравнения Рейнольдса, уравнения Навье-Стокса
Уравнения Рейнольдса Навье-Стокса (RANS) являются самым старым подходом к моделированию турбулентности. Решаются управляющие уравнения моделей, в которые вводится новые кажущиеся напряжения, известные как напряжения Рейнольдса. Распространенным заблуждением является то, что уравнения RANS не применяются к потокам с изменяющимся во времени средним потоком, поскольку эти уравнения «усредняются по времени». Фактически, статистически нестационарные (или просто нестационарные) потоки могут быть одинаково обработаны. Это иногда называют URANS. В уравнениях Рейнольдса нет ничего, что усложняло бы модели турбулентности, однако они действительны только до тех пор, пока время, в течение которого происходят эти изменения в среднем велико по сравнению с временными масштабами турбулентного движения, в которых сосредоточена большая часть энергии.
Модели RANS можно разделить по двум применяемым подходам:

##### Приближение Буссинеска
Этот метод предполагает использование алгебраического уравнения для напряжений Рейнольдса, которое определяет турбулентную вязкость в зависимости от уровня сложности модели, решения уравнений переноса для определения турбулентной кинетической энергии и диссипации. Модели включают в себя модель k-ε, модель длины смешивания и модель нулевого уравнения. Модели, доступные в этом подходе, часто связывают числом уравнений переноса, связанных с этим методом. Например, модель Длины смешивания часто называют «нулевым уравнением», поскольку в ней не применяются и не решаются уравнения переноса; модель {\displaystyle k-\epsilon }называют «двухуровневым уравнением», так как в модели решается два уравнения переноса — для {\displaystyle k} и {\displaystyle \epsilon } соответственно.

##### Модель нагрузки Рейнольдса
Этот подход фактически решает уравнения переноса для напряжений Рейнольдса. Это означает введение нескольких уравнений переноса для всех напряжений Рейнольдса, и, следовательно, этот подход намного более дорогостоящий для работы процессора CPU.

#### Метод крупных вихрей
Метод крупных вихрей (Large Eddy Simulation, LES) — один из методов моделирования турбулентных течений.

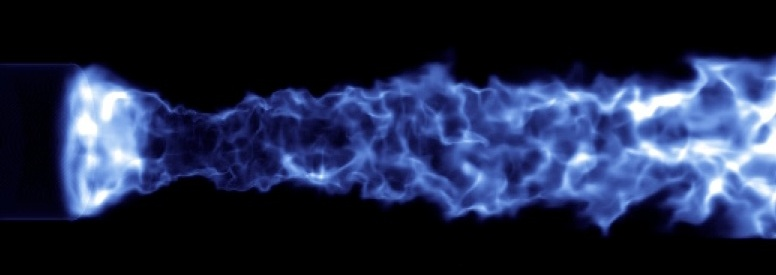
Объемный рендеринг неперемешанного вихревого пламени, имитируемый Методом крупных вихрей.

Идея метода заключается в том, что большие масштабы турбулентности рассчитываются явно, а эффекты более мелких вихрей моделируются с использованием правил подсеточного замыкания. Уравнения сохранения для моделирования крупных вихрей получаются фильтрированием мгновенных уравнений сохранения. LES для реагирующих потоков определяет мгновенное положение «большого масштаба», разрешающего фронт пламени, но подсеточная модель требует учесть влияние малых масштабов турбулентности на горение. Для струйного пламени LES ухватывает низкочастотные изменения параметров в отличие от RANS, когда в итоге получаются постоянные средние значения величин. При этом затрачиваются бо́льшие вычислительные мощности, но всё же меньшие таковых для прямого численного моделирования (DNS).

#### Локальное вихревое моделирование
Локальная вихревая модель (Detached Eddy Simulation, DES) является модификацией модели RANS, в которой модель переключается на составление шкалы подсетей в локальностях, допустимых для расчетов LES. Там, где локальности расположены вблизи сплошных (твёрдых) границ и где масштаб турбулентной длины меньше максимального размера сетки, в работу запускается режим RANS решения. Там, где масштаб турбулентной длины превышает размер сетки, модель решается с использованием режима LES. Поэтому разрешение сетки для модели DES не столь же требовательно, как и в чистой модели LES, что значительно сокращает стоимость вычислений. Хотя метод DES был первоначально сформулирован для модели Spalart-Allmaras, он может быть реализован с использованием других моделей RANS путем надлежащего изменения шкалы длины, которая явно или неявно участвует в модели RANS. Таким образом, в то время как метод DES, основанный на Spalart-Allmaras, действует как LES, DES на основе других моделей (например, двух моделей уравнений) ведет себя как гибридная модель RANS-LES. В общем, генерация сетки сложнее, чем для простого случая RANS или LES из-за переключения RANS-LES. DES является незональным подходом и обеспечивает одно гладкое поле скоростей через RANS и локальности модели LES.

#### Прямое численное моделирование
Прямое численное моделирование (Direct Numerical Simulation, DNS) — один из методов численного моделирования течений жидкости или газа.
Метод основан на численном решении системы уравнений Навье-Стокса и позволяет моделировать в общем случае движение вязких сжимаемых газов с учётом химических реакций, притом как для ламинарных, так и, несмотря на многочисленные споры, турбулентных случаев.
Однако DNS сложно применим для решения реальных задач, и чаще используется в научных расчетах. Основная тому причина — высокие требования к вычислительным ресурсам. В прикладных задачах используют в основном такие методы, как LES, DES и методы, основанные на решении RANS-систем.

#### Когерентное вихревое моделирование
Метод когерентного вихревого моделирования (Coherent Vortex Simulation, CVS) разделяет турбулентное поле потока на когерентную часть, состоящую из организованного вихревого движения и некогерентную часть, которая представляет собой случайный фоновый поток. Это разделение выполняется с использованием метода фильтрации вейвлет. Этот подход имеет много общего с LES, поскольку он использует декомпозицию и допускает только фильтрованную часть, но отличается тем, что не использует линейный фильтр нижних частот. Вместо этого операция фильтрации основана на всплесках, и фильтр может быть адаптирован по мере развития поля потока. Фардж и Шнайдер протестировали метод CVS с двумя конфигурациями потока и показали, что когерентная часть потока демонстрирует энергетический спектр {\displaystyle -{\frac {40}{39}}}, проявляемый полным потоком, и соответствует когерентным структурам (вихревые потоки), в то время как некогерентные части потока образуют однородный фоновый шум, который не имеет организованных структур. Гольдштейн и Васильев применили модель FDV к методу крупных вихрей, но не предполагали, что вейвлет-фильтр полностью устранил все когерентные движения от весов субфильтра. Используя фильтрацию LES и CVS, они показали, что диссипация SFS доминировала в когерентной части поля потока SFS.

#### Методы плотности вероятности
Методы плотности вероятности (Probability Density Function, PDF) для турбулентных режимов, впервые введенные Томасом Лундгреном, основаны на отслеживании скорости точки функции плотности вероятности {\displaystyle f_{V}({\boldsymbol {v}};{\boldsymbol {x}},t)d{\boldsymbol {v}}}, которая дает вероятность скорости в точке {\displaystyle {\boldsymbol {x}}} между {\displaystyle {\boldsymbol {v}}} и {\displaystyle {\boldsymbol {v}}+d{\boldsymbol {v}}}. Этот подход аналогичен кинетической теории газов, в которой макроскопические свойства газа описываются большим числом частиц. Методы PDF уникальны тем, что они могут применяться в рамках ряда различных моделей турбулентности; основные различия встречаются в форме уравнения переноса PDF. Например, в контексте метода крупных вихрей PDF становится фильтрованным. PDF-методы также могут быть использованы для описания химических реакций и особенно полезны для моделирования химически реагирующих потоков, поскольку источники химических реакций не требует моделей. PDF обычно отслеживается с использованием методов лагранжевых частиц; в сочетании с методом крупных вихрей это приводит к уравнению Ланжевена.

#### Вихревой метод
Вихревой метод представляет собой метод без использования сетки для моделирования турбулентных потоков. Он использует вихри как вычислительные элементы, имитирующие физические структуры в турбулентности. Вихревые методы были разработаны как методология без сетки, которая не ограничивалась бы фундаментальными сглаживающими эффектами, связанными с сеткой. Однако для практического применения вихревые методы требуют средств для быстрого вычисления скоростей вихревых элементов — другими словами, они требуют решения для Гравитационной задачи N тел, в которой движение N объектов связано с их взаимными влияниями. Прорыв произошел в конце 1980-х годов с развитием метода быстрого мультиполя (Fast Multipole Method, FMM), алгоритма В. Рохлина (Йель) и Л. Грингара (Институт Куранта). Этот прорыв проложил путь к практическому вычислению скоростей вихревых элементов и является основой успешных вычислительных алгоритмов. Они особенно хорошо подходят для имитации нитевидного движения (например, кусочки дыма) в симуляциях реального времени, таких как видеоигры, достигаемых с использованием минимальных вычислений.
Программное обеспечение, основанное на вихревом методе, предлагает новые средства для решения проблем гидродинамики при минимальном вмешательстве пользователя. Все что требуется — спецификация геометрии задачи и установление граничных и начальных условий. Среди существенных преимуществ этой современной технологии:
- практически нет сетки, тем самым устраняются многочисленные итерации, связанные с RANS и LES;
- все проблемы рассматриваются одинаково, не требуются входы моделирования или калибровка;
- возможны симуляции временных рядов, которые имеют решающее значение для правильного анализа акустики;
- одновременно точно моделируются мелкие и крупные масштабы.

#### Метод ограничения завихренности
Метод ограничения завихренности (Vorticity Confinement Method, VC) является эйлеровым методом, используемым при моделировании турбулентных волн. Используется подход, подобный одиночной волне, для создания устойчивого решения без численного расширения. VC может захватывать мелкомасштабные функции с точностью до 2 ячеек сетки. В рамках этих особенностей решается нелинейное разностное уравнение, в отличие от уравнения конечной разности. VC аналогичен методам захвата ударов, где учитываются законы сохранения, таким образом, что существенные интегральные величины вычисляются с высокой точностью.

#### Линейная вихревая модель
Это метод, используемый для моделирования конвективного смешения, происходящего в турбулентном потоке. В частности, он обеспечивает математический способ описания взаимодействий скалярной переменной в поле векторного потока. Он в основном используется в одномерных представлениях турбулентного потока, поскольку он может применяться в широком диапазоне масштабов длины и чисел Рейнольдса. Эта модель обычно используется в качестве одного из строительных блоков для более сложных визуализаций потока, поскольку она обеспечивает прогнозы высокого разрешения, которые сохраняются в широком диапазоне условий поведения этого потока.

### Двухфазный поток

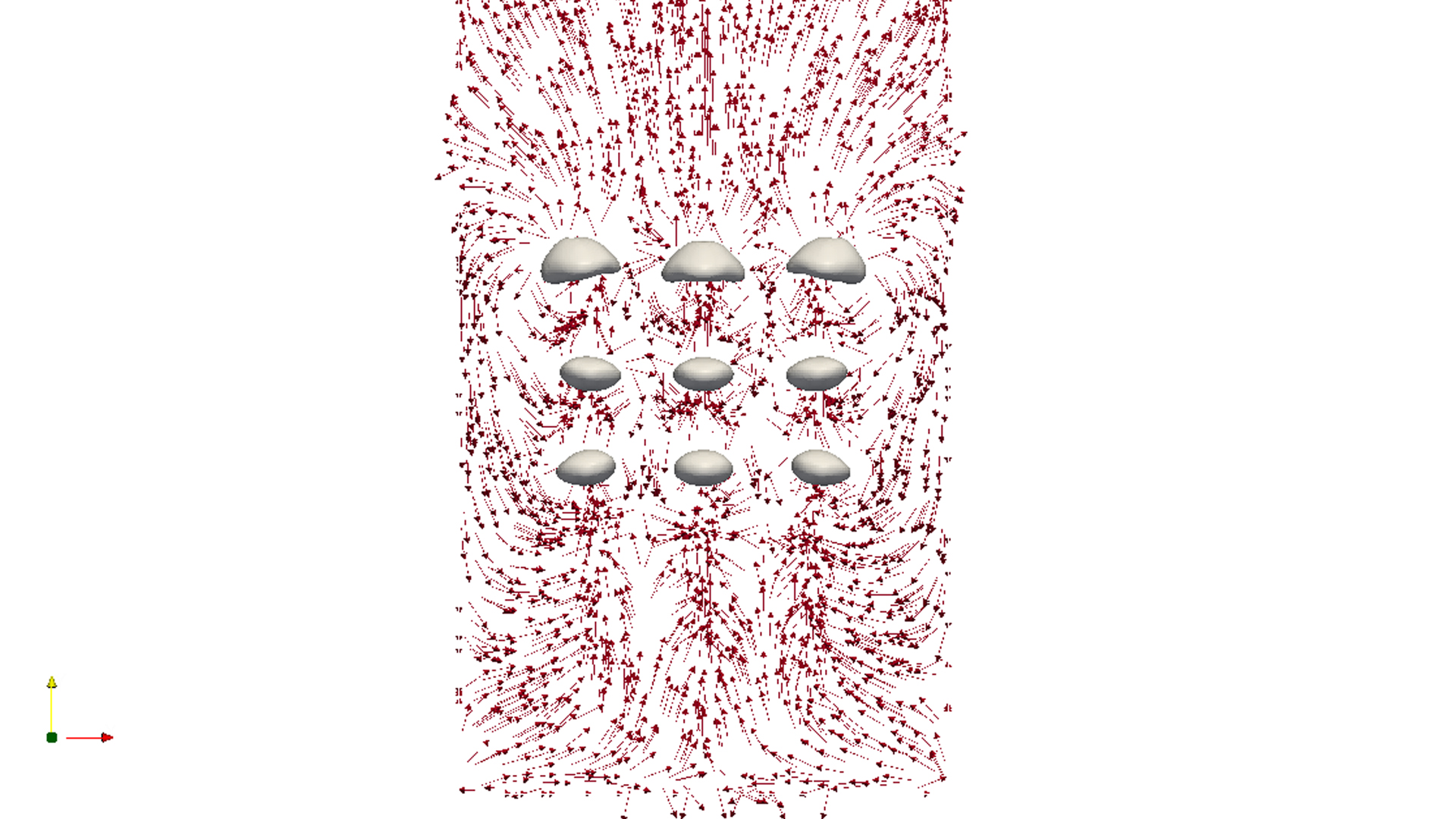
Моделирование роя пузырьков методом жидкостного объёма.

Метод моделирования двухфазного потока все ещё находится в стадии разработки. Были предложены различные методы, включая метод жидкостного объёма, метод определения уровня и отслеживание фронта. Эти методы часто основаны на компромиссе между поддержанием четкой границы раздела или сохранением массы. Это имеет решающее значение, поскольку оценка плотности, вязкости и поверхностного натяжения основана на значениях, усредненных по границе раздела. Многофазные модели Лагранжа, которые используются для дисперсных сред, основаны на решении уравнения движения Лагранжа для дисперсной фазы.

### Алгоритмы решения
Дискретизация в пространстве порождает систему обыкновенных дифференциальных уравнений для нестационарных задач и алгебраических уравнений для стационарных задач. Неявные или полу-неявные методы обычно используются для интегрирования обыкновенных дифференциальных уравнений, создавая систему нелинейных алгебраических уравнений. Применение итерации Ньютона или Пикара дает систему линейных уравнений, которая является несимметричной при наличии адвекции и неопределенной при несжимаемости. Такие системы, особенно в 3D, часто слишком велики для прямых решателей, поэтому используются итерационные методы, либо стационарные методы, такие как метод релаксации, либо методы подпространства Крылова. Методы Крылова, такие как GMRES, обычно используемые с предобусловливанием, работают путем минимизации остатка в последовательных подпространствах, генерируемых оператором предобусловливания.
Многосеточный метод имеет преимущества по асимптотически оптимальной производительности для многих задач. Традиционные решатели и предварительные преобразователи эффективны для уменьшения высокочастотных компонентов остаточного числа, но низкочастотные компоненты обычно требуют много итераций. Работая в нескольких масштабах, многосеточный метод уменьшает все компоненты остатка с помощью аналогичных факторов, что приводит к независимому от сетки количеству итераций.
Для неопределенных систем, таких как предобуславливателей неполного LU разложения, аддитивного Шварц метода и многосеточного метода работают неудовлетворительно или не полностью, поэтому проблемная структура нуждается в эффективной предварительной подготовке.

## Программное обеспечение
Существует множество математических программ, предназначенных для выполнения расчётов движения жидкостей и газов, например:
- AcuSolve;
- ADINA;
- Advanced Simulation Library[15] (бесплатное (AGPLv3) аппаратно ускоренное ПО; C++ API; внутренний движок на OpenCL);
- ANSYS CFX;
- ANSYS Fluent;
- Autodesk Simulation CFD (ранее называлось «CFdesign»);
- Comsol Multiphysics (англ.; ранее называлось «FEMlab»);
- FloEFD (продукт компании Mentor Graphics, также известен как SolidWorks Flow Simulation)
- FlowVision[16] (российский программный комплекс компании ТЕСИС, за пределами СНГ распространяется компанией Capvidia)
- OpenFOAM (бесплатное ПО);
- Phoenix;
- Star-CD (разработчиком является CD-adapco, принадлежит компании Siemens);
- Star-CCM+ (разработчиком является CD-adapco, принадлежит компании Siemens);
- Stallion 3D;
- XFlow;
- Логос(Разработка института теоретической и математической физики РФЯЦ-ВНИИЭФ)

Существуют также специализированные программные комплексы, предназначенные для решения определённого вида задач. Например, для моделирования процессов, происходящих в двигателе внутреннего сгорания, создано ПО Fire (AVL), KIVA (LANL), Vectis (Ricardo)).